# Aníbal el Rodio

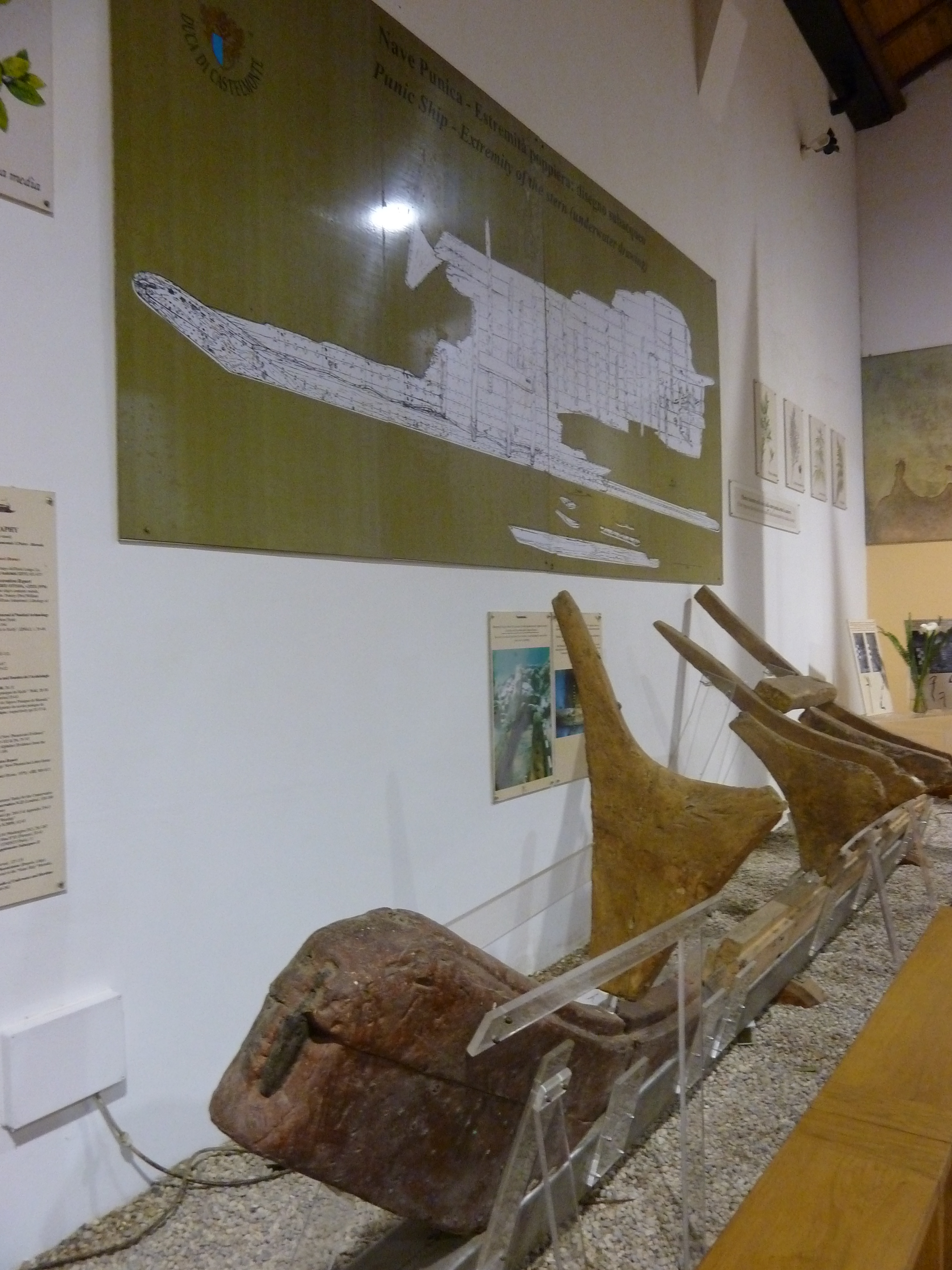
Proa de un barco púnico hallado cerca de las costas de Sicilia.

Aníbal el Rodio fue un marino cartaginés de la primera guerra púnica. Mandaba un rápido quinquerreme. Durante el Sitio de Lilibea (250 a. C.) fue capaz de utilizar la velocidad de su barco y la marea baja para entrar en los escollos y evitar a la flota romana. Fue capaz de obtener valiosa información de inteligencia de la que informó al comandante cartaginés, Aderbal, y al Senado cartaginés. Más tarde se vio obligado a encallar por la armada romana, y su barco fue tomado por infantes de marina romanos. Los romanos tomaron su barco como diseño y lo utilizaron para construir una marina de guerra tan capaz como la de los cartagineses.